# NGC 2683
NGC 2683 је спирална галаксија у сазвежђу Рис која се налази на NGC листи објеката дубоког неба.
Деклинација објекта је + 33° 25' 12" а ректасцензија 8h 52m 41,3s. Привидна величина (магнитуда) објекта NGC 2683 износи 9,7 а фотографска магнитуда 10,5. Налази се на удаљености од 9,324 милиона парсека од Сунца. NGC 2683 је још познат и под ознакама UGC 4641, MCG 6-20-11, CGCG 180-17, KUG 0849+336, PGC 24930.